# Tipula appendens
Tipula appendens är en tvåvingeart som först beskrevs av Günther Enderlein 1912.  Tipula appendens ingår i släktet Tipula och familjen storharkrankar.
Artens utbredningsområde är Ecuador. Inga underarter finns listade i Catalogue of Life.